# Muhammad Sabah as-Salim as-Sabah
Muhammad Sabah as-Salim al-Mubarak as-Sabah arab. ‏محمد صباح السالم المبارك الصباح‎ (ur. 10 października 1955 w Kuwejcie) – kuwejcki polityk i ekonomista, minister spraw zagranicznych (2001–2011), wicepremier Kuwejtu (2006–2011). Od 4 stycznia do 15 maja 2024 premier Kuwejtu.

## Życiorys
Syn byłego emira Kuwejtu, szejka Sabaha as-Salima as-Sabaha. Uzyskał tytuł licencjata w dziedzinie ekonomii na Claremont Graduate University w Kalifornii oraz tytuł magistra i doktorat z ekonomii na Uniwersytecie Harvarda.
W 1993 roku został mianowany ambasadorem Kuwejtu w Stanach Zjednoczonych. Funkcję tę pełnił do 14 lutego 2001, kiedy to został mianowany ministrem spraw zagranicznych. 
Od stycznia 2003 do lipca 2003 był równocześnie ministrem finansów. 11 lutego 2006 został mianowany wicepremierem, zachowując jednocześnie stanowisko ministra spraw zagranicznych. Z funkcji rządowych odszedł w 2011 roku, następnie został wykładowca na Uniwersytecie Oksfordzkim.  
17 stycznia 2024 powołany na premiera Kuwejtu. 15 kwietnia tego samego roku na nowego szefa rządu został wyznaczony Ahmad al-Abd Allah as-Sabah. Nowy gabinet został zaprzysiężony 15 maja 2024 i z tą chwilą Mohammad Sabah al-Salem al-Sabah zakończył urzędowanie na stanowisku premiera.